# Aiden Starr

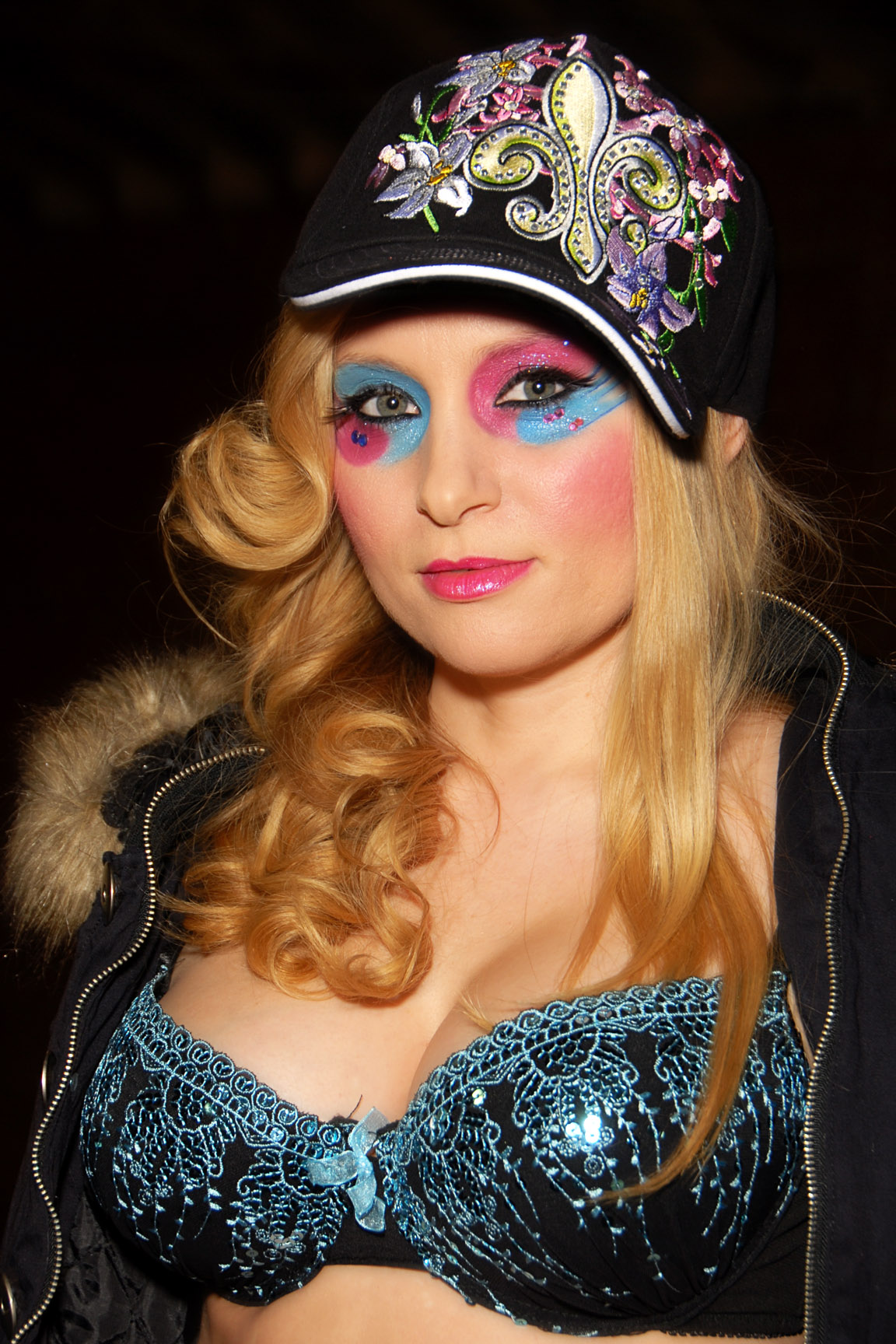
Aiden Starr (2009)

Aiden Starr (* 27. August 1979 als Annie Dusenbery in New Milford, New Jersey) ist eine US-amerikanische Pornodarstellerin, Regisseurin, Produzentin und Dungeon-Betreiberin, die das Fetish-Genre der Pornografie geprägt hat.

## Karriere
Aiden Starr begann ihre Karriere 2000. Seitdem hat sie, laut IAFD, in über 430 Filmen (Stand: Mai 2016) mitgespielt. Sie war mehrfach für den AVN Award nominiert und konnte ihn 2009 in der Kategorie Best All-Girl 3-Way Sex Scene sowie 2023 und 2024 in der Kategorie Best Directing Portfolio – Specialty gewinnen. Weitere Aliases sind Lolita LeMarchand, Lolita Lamorehand und Aiden Star. Starr hat verschiedene japanische Tätowierungen. Im 2021 erschienenen Spielfilm Pleasure der schwedischen Filmemacherin Ninja Thyberg spielte sie sich selbst in einer Nebenrolle.

## Filmografie (Auswahl)
- 2000: Den of Punishment 2
- 2004: Pussyman’s Decadent Divas 24
- 2005: Dolly Dreams
- 2006: No Man’s Land 41
- 2007: Upload
- 2007: Strap Attack 6
- 2007: Boobaholics Anonymous 3
- 2008: Boob Bangers 5
- 2008: Girlvana 4
- 2008: Belladonna: No Warning 4
- 2008: POV Pervert 10
- 2008: No Man’s Land 44
- 2009: Women Seeking Women 50, 53
- 2009: This Ain’t Hell’s Kitchen XXX
- 2009: Celebrity Pornhab with Dr. Screw
- 2009: Jerkoff Material 3
- 2010: Face Fucking Inc. 9
- 2010: Squeeze
- 2010: Beautiful Stranger
- 2010: Sex Driven
- 2011: Anchorman: A XXX Parody
- 2011: Horizon
- 2011: Let Me Suck You 2
- 2012: Batgirl XXX: An Extreme Comixxx Parody
- 2012: Belladonna: No Warning 7
- 2012: Pee-Wee’s XXX Adventure: A Porn Parody
- 2014: My Friend’s Hot Mom 43
- 2014: Big Wet Tits 13

## Auszeichnungen

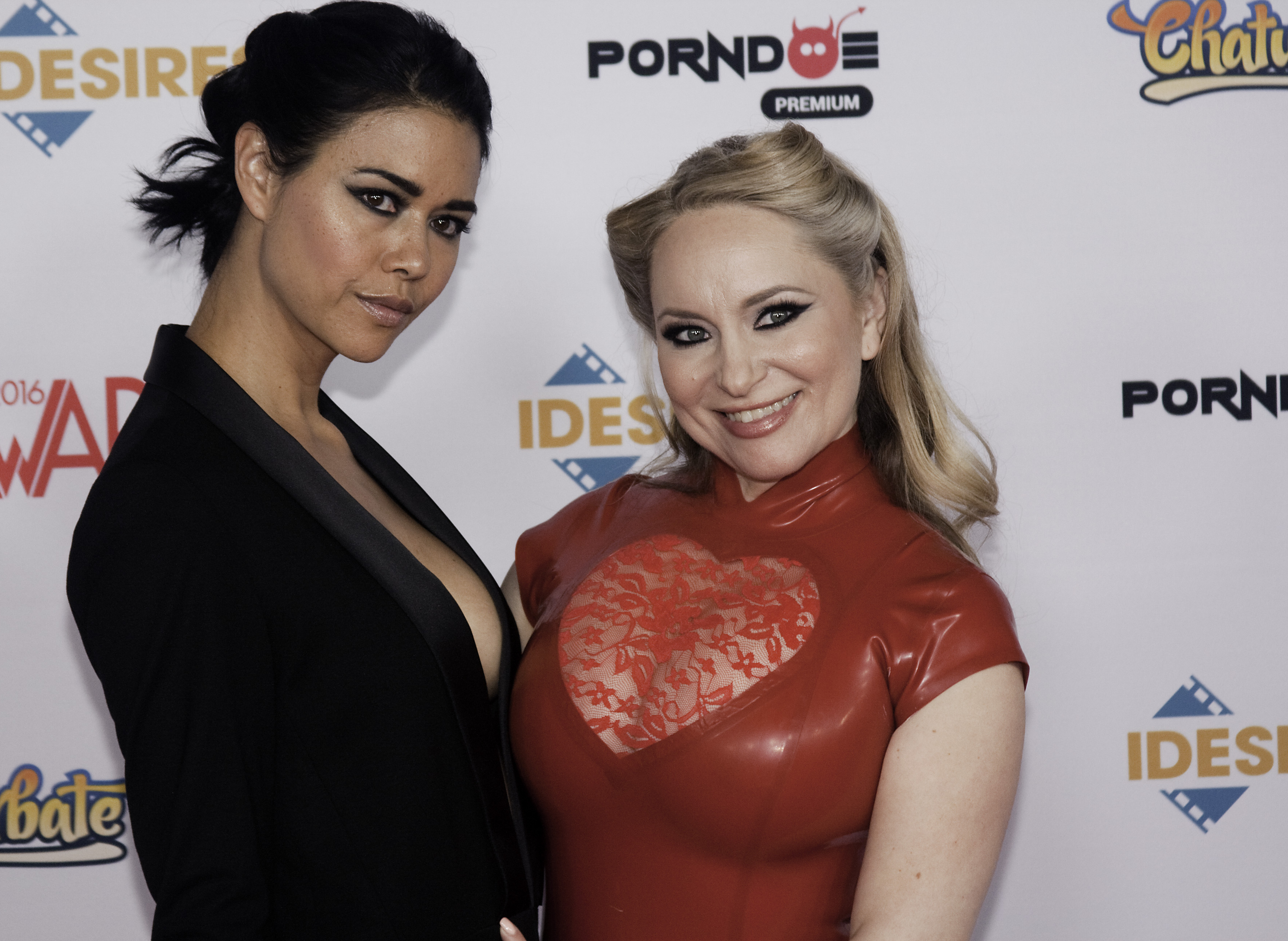
Dana Vespoli und Aiden Starr (rechts; 2016)

- 2009: AVN Award Gewinner – Best All-Girl 3-Way Sex Scene – Belladonna’s Girl Train (mit Belladonna und Kimberly Kane)[2]
- 2018: Aufnahme in die AVN Hall of Fame[3]
- 2018: NightMoves Award als Best Transsexual Director (Editor's Choice)[4]
- 2023: AVN Award – Best Directing Portfolio – Specialty[5]
- 2024: AVN Award – Best Directing Portfolio – Specialty[6]